# Lluís Diumaró Vila
Lluís Diumaró Vila (Granollers, 27 de setembre del 1958 - Potsdam, 19 de juny del 1990) va ser un periodista de TV3 que va morir en un accident de trànsit a la República Democràtica Alemanya. En el mateix accident també van morir els reporters Josep Ylla-Català i Joan Fornell. Amb l'equip de TV3, hi anava l'intèrpret d'origen xilè José Fuita, que també va morir.
Tots quatre viatjaven en un cotxe Mercedes que per causes desconegudes es va estavellar contra una columna d'un pont que travessava l'autopista de Berlín a Leipzig, a l'altura de Potsdam.
L'equip de TV3 s'havia desplaçat a la República Democràtica Alemanya (RDA) per registrar un reportatge amb l'opinió dels joves en relació amb el procés d'unificació de la RDA amb la República Federal Alemanya, reportatge que s'havia d'emetre en el programa "Actual", que Àngels Barceló presentava al Canal 33.
Lluís Diumaró era un rostre molt conegut, ja que havia estat un dels primers presentadors dels Telenotícies. Primer, el 1984, va presentar el "Telenotícies Cap de Setmana" en solitari i a partir del maig de 1984 conjuntament amb Àngels Barceló i des del juny de 1986 amb Fina Brunet. A la tardor del 1986 va passar al "Telenotícies Nit" i l'estiu del 1987, al "Telenotícies Migdia", novament amb Àngels Barceló, fins que a la tardor del 1988 va decidir dedicar-se al treball de reporter.
S'havia llicenciat en Ciències de la Informació. Abans d'entrar a treballar per a TV3 el 1984, Lluís Diumaró havia estat un dels fundadors de l'emissora Ràdio Granollers, que va dirigir entre 1981 i 1984. També va treballar en el setmanari comarcal "Plaça Gran" i a Televisió Espanyola a Catalunya, presentant el programa Cinc cèntims de Cultura.
El juny de 2008 el Canal 33 va emetre el reportatge "Després del mur", de Berta Diumaró, filla del periodista, en què la directora recordava el seu pare a través d'entrevistes amb periodistes que van treballar amb ell.
Actualment, Òmnium Cultural Granollers - Vallès Oriental atorga el premi de televisió "Lluís Diumaró" en record del periodista.